# Bombardeig de Durango

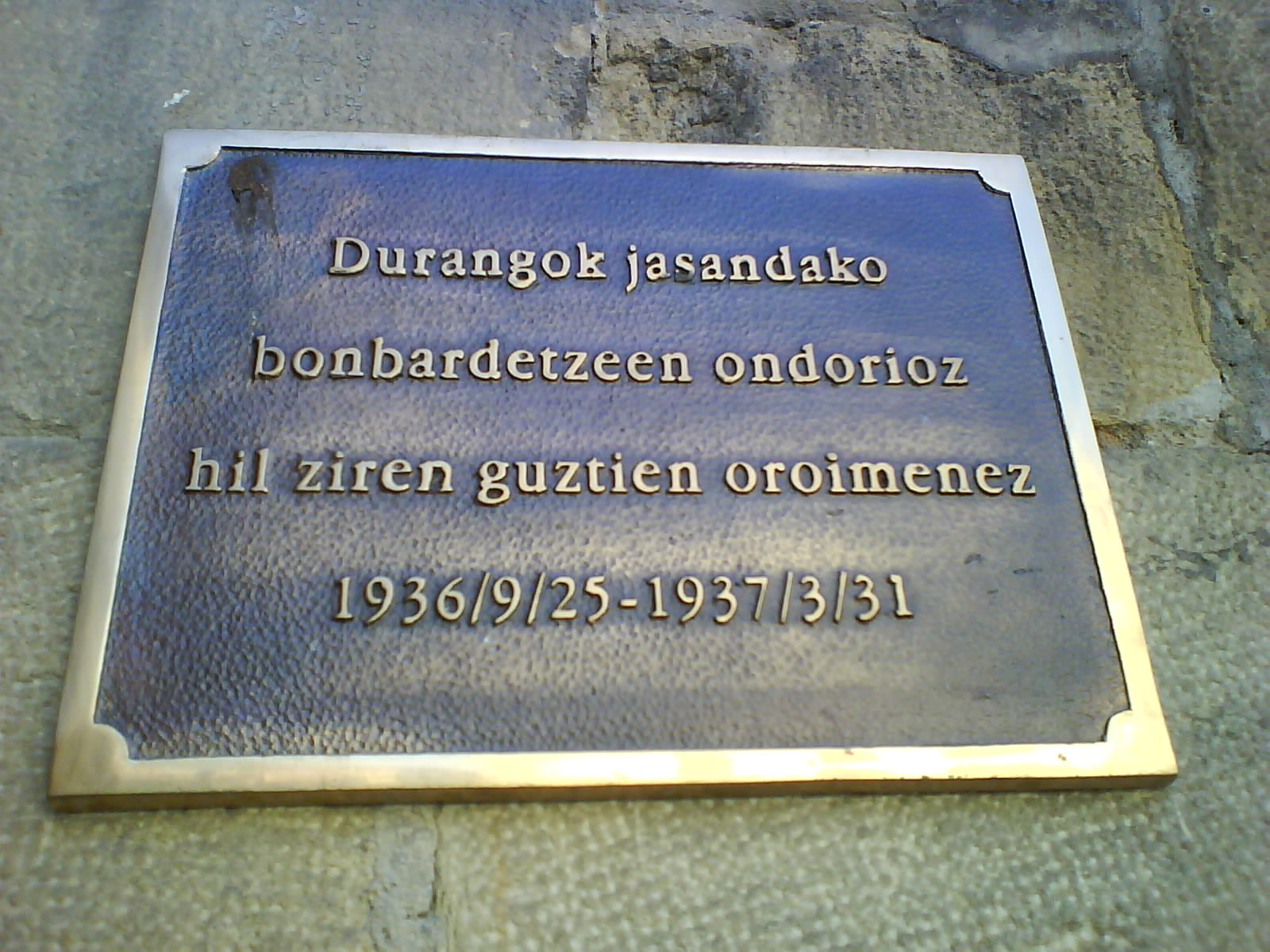
Placa en record de les víctimes del bombardeig.

El bombardeig de Durango és una l'acció bèl·lica executada el 31 de març de 1937 dins de l'ofensiva del Front Nord que van realitzar les tropes dites "nacionals" en la primavera d'aquest any en la Guerra Civil espanyola. La vila biscaina de Durango al País Basc va ser bombardejada i metrallada per l'aviació feixista sota les ordres del general Emilio Mola. Fou així en el primer bombardeig civil de la història.
Aquesta acció bèl·lica va ser una de les pioneres en la utilització de l'aviació per al bombardeig de nuclis urbans civils. Poc després, el 26 d'abril, es va produir una acció similar a la vila de Guernica que va ser de la que Pau Picasso va prendre per a la seva obra Guernica en la qual denuncia la barbàrie de la guerra, i després sobre els Mercats d'Alacant i Madrid.
L'acció va ser realitzada per components de la 214 esquadrilla del grup 24 de bombardeig pesat Savoia 21 i caces del tipus CR-32. Es va realitzar en dues passades i va començar a les 8:45 del matí. Hi van morir 294 persones.

## Antecedents
Després del fracàs del cop d'estat del 18 de juliol de 1936 contra el govern de la Segona República Espanyola va començar una guerra civil que duraria tres anys. Al nord de la península Ibèrica les províncies de Navarra i Àlaba van quedar dins de la influència dels colpistes mentre que les marítimes, Guipúscoa i Biscaia van seguir fidels al govern republicà.
Les tropes faccioses, en les quals s'enquadraven destacaments de requetès navarresos, sota les ordres del general Mola avançaren sobre Guipúscoa per la vall del Bidasoa aïllant la frontera francesa del territori fidel al govern republicà. El setembre del 1936 pràcticament tot el territori guipuscuà queda sota el comandament dels facciosos. El front queda detingut a la vall del riu Deva a les portes de la ciutat industrial d'Eibar.
El setembre del 1936 les tropes feixistes havien pres la pràctica totalitat de Guipúscoa. La línia del front es deté just entre la demarcació fronterera entre Guipúscoa i Biscaia. En la costa la localitat biscaïna d'Ondarroa és presa pels rebels mentre que als seus afores s'organitza la resistència, Berriatua és republicana i la línia del front s'estén per l'alt de Kalamendi, Kalamua i Akondia, deixant Eibar en el fons de la vall de l'Ego defensant la república que allí va néixer cinc anys abans. El front segueix cap a Elgeta i s'estén, com a marcat, pel Camino de los Toldos que uneix la vila d'Elgeta amb el port de Kanpazar sobre Bergara i l'Udalaitz sobre Mondragón, ambdues poblacions en mans dels feixistes. A l'altre costat dels cims dels Intxortas s'amaga Elorrio on el comandament republicà té una caserna general per a la defensa d'aquesta part de la línia de foc. De l'inexpugnable Udalaitz, pels alts de Memaia i el Besaide, segueix cap al colat de Zabalandi, Urkiola i el Saibi.
La defensa estava encarregada a diferents organitzacions polítiques i obreres, en els Intxortas estaven els gudaris dels batallons del PNB (Batalló Sabino Arana al costat de les companyies de l'Eusko Gudarostea, Arratia i Padura) al seu costat els Germans Proletaris que defensaven el port de Kanpazar i donaven el relleu a la CNT que tenia al batalló Isaac Puente i al Malatesta situats a l'Udalaitz i la companyia Zabalbide d'Izquierda Republicana, cap a la costa estaven els milicians comunistes i socialistes de PCE i de la UGT.
En la primavera de 1937 i davant la impossibilitat de la presa de Madrid, l'alt comandament colpista decideix activar el Front Nord per tal d'acabar de prendre el que queda de la Cornisa Cantàbrica. El general Emilio Mola va fer unes declaracions on afirmava que arrasaria Biscaia. A la fi de març comencen les accions de combat i a l'abril els facciosos avancen per terres biscaïnes camí a Bilbao, important plaça, en la qual entren el 19 de juny.
En aquest context es produeix el bombardeig de Durango i posteriorment el de Guernica. Al començament de la contesa es va produir l'incident d'Otxandio on re va realitzar un atac aeri sobre la població. També es van realitzar alguns atacs sobre Irun i Sant Sebastià però lluny dels produïts a Durango i Guernica.
El 25 d'abril de 1936 alguns avions procedents de Vitòria van realitzar una inclusió a Biscaia deixant caure alguna bomba en la vila. Com a represàlia es van executar alguns presos partidaris dels alçats en armes que hi estaven empresonats.

### Durango en 1936
La vila de Durango comptava l'any 1936 amb una població de 8.797 habitants. Políticament era una població tradicionalista com reflecteix la composició del seu ajuntament en aquelles dates. Dels 13 edils que componien la corporació municipal duranguesa, 8 eren carlistes, 3 del Partit Nacionalista Basc i 2 del Front Popular, l'alcalde era el carlí Adolfo Uribasterra.

## El bombardeig
Els avions, pertanyents a la 214 esquadrilla del grup 24 de bombardeig pesat Savoia 21 de l'aviació feixista italiana, deixen caure sobre la població 80 bombes de 50Kg cadascuna d'elles. Tant l'església de Santa María com la del col·legi de Jesuïtes són destruïdes igual que el proper convent de Santa Susana. Després de les bombes els caces van realitzant metrallaments sobre la població.
El dia 31 de març de 1937 a les 7:00 hores surten de l'aeròdrom de Sòria 9 avions, pertanyents a la 213 i 214 esquadrilles del grup 24 de bombardeig pesat Savoia 21 (S-81) de l'aviació feixista italiana. A les 8:00 hores de l'aeròdrom de Logronyo s'enlairen 18 avions caça Fiat C.R.32 que es reuneixen amb els bombarders en cel de La Rioja dirigint-se en formació cap a la vall biscaïna de l'Ibaizabal.
Els cinc aparells de l'esquadrilla 213 comandats per Victtorio Cannaviello prenen rumb a la vila d'Elorrio mentre que els altres quatre aparells de la 214 al comandament de Gildo Simiri es dirigeixen a Durango.
A les 8:30 del matí apareixen per l'horitzó de la vila biscaina cinc avions bombarders i nou avions de caça. Apareixen sobre la part d'Abadiño i són vists pel lloc de guaita i alarma situat en el campanar de l'església de Santa Ana que donen l'alarma. Les incursions de l'aviació facciosa eren habituals i normalment tenien com a objectiu la inspecció del front i la rereguarda així com la distribució de propaganda bèl·lica, per aquest motiu la població no presta massa atenció a les campanes que alerten del perill d'atac aeri. La insistència en el toc d'alarma produeix que molts duranguesos busquin refugi.
L'atac comença sobre el barri de Kurutziaga, mantenint el sol a l'esquena dels avions. Els edificis numerats del 34 al 40 són totalment destruïts. La creu de Kurutziaga és danyada i també resulta bombardejada l'església del col·legi San José dels Jesuïtes on Rafael Villalabeitia s'estava celebrant missa. En aquest temple es produeixen més de cinquanta baixes, majoritàriament de civils.
A l'església parroquial de Santa María el rector Carlos Morilla celebrava també l'eucaristia mentre que en el gran pòrtic exterior hi havia mercat. A Santa María van morir nombrosos civils al costat del seu rector. El convent de Santa Susana també resulta afectat causant-hi la mort mort d'11 monges. Després del bombardeig els avions caça van realitzar metrallaments de la població.
Els avions bombarder volaven a una altitud d'1.500 metres i els caces a 400 metres. Es van realitzar fotografies panoràmiques i panimètriques del resultat de l'acció. A les 11:00 hores van tornar a aparèixer avions sobre Durango sense que realitzessin cap atac.
A les 17:45 d'aquest mateix dia, quan ja estaven en marxa les labors d'auxili i rescat de l'acció del matí, apareixen 8 bombardeigs i 15 caces que realitzen un atac sobre la diagonal que es forma entre el cementiri, on s'estaven duent a terme les labors d'identificació de cadàvers, i el carrer Zeharkalea, centre del nucli urbà fins a les instal·lacions ferroviàries. Els bombarders llancen 22 bombes de 100 kg i 54 de 50 kg mentre que els caces realitzen metrallaments sobre la ciutadania. Durango, al no estar sobre el front de combat, mancava de defensa antiaèria.
Els dies 2 i 4 d'abril es tornen a realitzar bombardejos sobre Durango. El dia 2 en presència d'una comissió internacional, composta per anglesos i francesos, que estudiava els danys causats el 31 de març.
Es calcula que es van llançar a Durango 281 bombes completant un total de 14.840 quilos d'explosius. Les víctimes mortals van ser 336, van resultar afectats 305 edificis i d'ells 71 van ser totalment destruïts.
El 21 d'abril les tropes feixista pugen per Aramaio i Otxandio prenent el Tellamendi trencant el front per l'altura de Zabalandi. Elgeta havia caigut el dia anterior. Eibar és presa el 26 d'abril.
El dia 27 d'abril es combat a les portes de Durango pel seu costat est. Els atacs estan formats per batallons de requetès i s'estenen per la part nord, de tal forma que es pretén aïllar la població. Les tropes de defensa es retiren cap a Bilbao i intenten posar una línia de foc al barri de Berna, ja als afores d'Iurreta. Queden a Durango alguns milicians emboscats als edificis que fan front als tradicionalistes del Terç de Montejurra que prenen la vila el 28 d'abril.
El 29 de juliol es constitueix el nou ajuntament nomenant alcalde Adolfo Uribasterra que substitueix Ramón Oralde que havia exercit aquestes funcions des de l'entrada dels alçats contra la legitimitat republicana en la població.